# 레티넨

레티넨-1(레티날)의 화학적 구조

레티넨(retinene)은 비타민 A의 산화 반응을 통해 형성된 화합물이다.
레티넨-1은 레티날로 더 잘 알려져 있으며, 망막의 광수용체가 빛을 시각 신호로 변환하는 데 필수적으로 필요한 물질이다. 레티넨-2는 디하이드로레티날로 잘 알려져 있다.
충돌하는 광자는 11-시스-레티날을 트랜스-레티날로 전환시킨다. 이 과정으로 트랜스-레티날은 옵신 단백질의 입체구조 변화를 유도하여 G-단백질의 일종인 G-트랜스듀신을 활성화시킨다. 레티날은 또한 일부 고고학에서 발견되는 빛을 이용한 양성자 펌프인 박테리오로돕신의 일부를 형성한다.
실험적으로 레티날 유도체와 망막 조직 제제를 함께 주입함으로써 11-시스-레티날을 대체할 수 있다. 레티날 구조의 선택적 변형, 특히 π-결합에서 전자의 밀도는 레티날과 주변 색소 단백질 사이의 상호 작용에 대해 잘 설명한다.
조지 월드는 1967년 "이 모든 분자의 이름은 최근에 변경되었다. 비타민 A는 이제 레티놀이고, 레티넨은 레티날이며, 레티노산도 있다."라고 발언하였다.

## 같이 보기
- 레티날
- 레티놀